# Numerieke natuurkunde
Numerieke natuurkunde is het vakgebied binnen de natuurkunde dat zich bezighoudt met het simuleren van fysische systemen om zo theorieën te kunnen vertalen in experimenteel toetsbare voorspellingen. Daarnaast is ook de kwantitatieve analyse van (grootschalige) data onderdeel van de numerieke natuurkunde. Numerieke natuurkunde is een van de oudste toepassingen van computers, en tegenwoordig een van de grootste toepassingsgebieden van supercomputers.
Hoewel het gebruik van wiskunde, naast technieken uit de informatica, een grote rol speelt binnen de numerieke natuurkunde is het vakgebied niet bijzonder gerelateerd aan de mathematische fysica. 
- Gemeinsame Normdatei: 4273564-6
- Nationale Bibliotheek van Tsjechië: ph265685